# Nepheronia thalassina
The Cambridge Vagrant (Nepheronia thalassina) là một loài bướm ngày thuộc họ Pieridae. Loài này có ở miền nam Africa.
Sải cánh dài 50–55 mm đối với con đực và 55–60 mm đối với con cái. Adults are on the wing quanh năm, peaking from Februray đến tháng 5.
Ấu trùng ăn Hippocrates obtusifolia, Hippocrates africana, và Jasminium spp.

## Phụ loài
- N. t. thalassina (Boisduval, 1836)
- N. t. sinalata (Suffert, 1904)
- N. t. verulanus (Ward, 1871)